# Absarokee

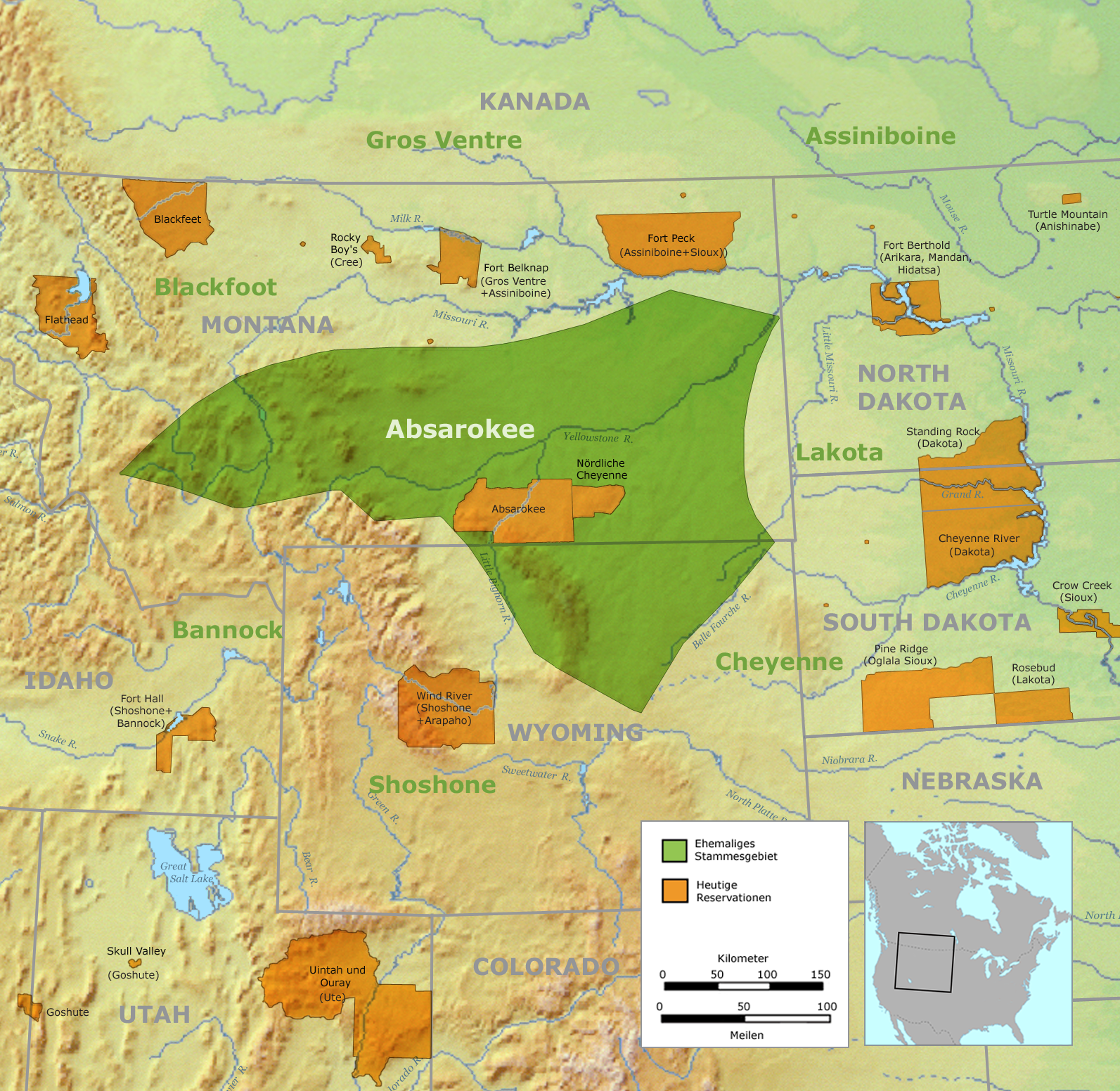
Ehemaliges Stammesgebiet der Absarokee und heutiges Reservat in Montana

Die Crow, in ihrer Sprache Apsáalooke bzw. Absarokee oder Absaroka („Kinder des langschnäbeligen Vogels“), sind ein Volksstamm der Indianer Nordamerikas, deren Vorfahren zusammen mit den sprachlich und kulturell verwandten Hidatsa einst im Gebiet der westlichen Großen Seen lebten, bevor sie Mitte des 15. Jahrhunderts westwärts zogen; zwischen 1600 und 1700 ließen sich die späteren Hidatsa als halbsesshafte Ackerbauern in North Dakota nieder, während die späteren Apsáalooke / Absarokee als nomadische Jäger und Sammler westwärts auf die Nördlichen Plains im Gebiet des Yellowstone Rivers, Powder Rivers sowie des Upper Missouri Rivers im heutigen Wyoming, Montana sowie North Dakota zogen.
Heute zählen sie ca. 12.000 Stammesmitglieder und bilden den auf Bundesebene anerkannten Stamm (sog. federally recognized tribe) Crow Tribe of Montana. Sie nennen sich jedoch heute selbst Crow Nation oder Apsáalooke Nation.

## Name und Sprache
Die Eigenbezeichnung als Apsáalooke, Absarokee, Absaroka, Upsaroka, Absaraka (und weiteren Schreibvarianten) bezog sich in ihrer Sprache auf einen krähenähnlichen Vogel, der bereits vor dem ersten Kontakt zu weißen Pelztierjägern ausgestorben war. Daher wurden sie von den Franzosen als Corbeaux und von den Briten und später Amerikanern als Crow bezeichnet. Im Deutschen wurden sie früher auch Krähen-Indianer genannt (z. B. bei Karl May). Untereinander bezeichnen sich die einzelnen Stammesangehörigen auch einfach als Bíilukaa / Biiluuke („Unser Volk“, „Unsere Seite“).
Ihre Sprache, das Crow oder Apsáalooke aliláau („Sprache der Apsáalooke“), bildet zusammen mit der Sprache der Hidatsa das Missouri River Sioux (auch: Crow-Hidatsa), eine der vier geographischen Untergruppen der „Westlichen Sioux (Eigentlichen Sioux)-Sprachen“ der Sioux-Sprachfamilie, jedoch sind beide untereinander meist nicht verständlich.

## Geschichte

### Stammesgebiet

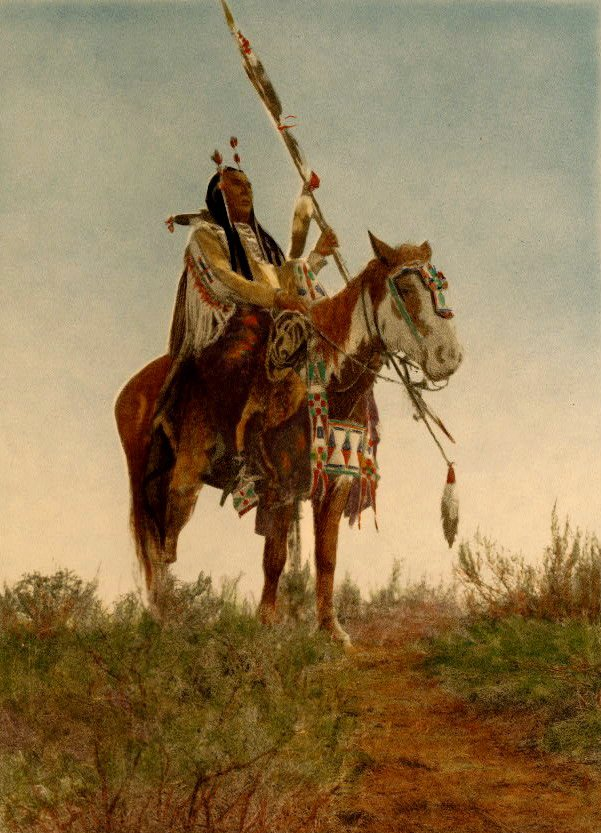
Apsarokakrieger auf seinem Pferd

Linguistische Ähnlichkeiten mit den Hidatsa sowie mündliche Überlieferungen lassen vermuten, dass sich die Absarokee von diesen abgespalten haben, vermutlich nach einem Disput zweier Häuptlinge. Linguisten datieren die Abspaltung etwa auf das 16. Jahrhundert, Historiker eher auf das 17. oder 18. Jahrhundert.
Im 18. Jahrhundert wanderten die Absarokee aus dem nordöstlichen Waldland ins Einzugsgebiet des Yellowstone Rivers (E-chee-dick-karsh-ah-shay – ‘Elk River’ – ‘Wapiti-Fluss’) auf den Nördlichen Plains im Süden und Südosten von Montana und im Norden von Wyoming. Die im nordöstlichen Waldland noch sesshaften Ackerbauern nahmen im Westen sehr schnell die Lebensweise der nomadischen Prärie-Indianer als Jäger und Sammler an und gingen auf Bisonjagd. Nach der Verbreitung des Pferdes in den Nördlichen Plains ab ca. 1740 wurden verschiedene östliche und nördliche Stämme mobil und drängten immer mehr auf die Plains, auf der Suche nach Wild und noch mehr Pferden. Da besonders die Absarokee, Hidatsa, Östliche und Nördliche Shoshone als Pferdehändler (und teilweise Pferdezüchter) berühmt waren und daher über große Pferdeherden verfügten, brachte sie dies in Konflikt mit benachbarten Stämmen wie der Blackfoot-Konföderation, der Cree-Konföderation (Nehiyaw-Pwat), den Pawnee, den Ute und den Lakota sowie deren Verbündeten, den Arapaho und Cheyenne.
Ihre größten Feinde waren jedoch die Stämme der Blackfoot-Konföderation (Siksika, Kainai, Pieagan, Gros Ventre, Sarcee) sowie später die Lakota-Cheyenne-Arapaho-Allianz; daher zählten zu ihren Verbündeten (manchmal Feinden) die Plains-Stämme der Cree-Konföderation (Nehiyaw-Pwat) (Plains Cree, Saulteaux (Plains Ojibwa), Stoney), die Kiowa und Kiowa Apache (Plains Apache) sowie die aus Westen auf die Plains zur Bisonjagd vordringenden Plateau-Stämme der Flathead (Salish), Nez Percé, Cayuse, Palus, Umatilla und Walla Walla sowie die Nördliche und Östliche Shoshone.
Ihr Stammesgebiet umfasste das Gebiet des heutigen Yellowstone-Nationalparks sowie den Oberlauf des Yellowstone Rivers im Westen, im Norden streiften sie bis zum Musselshell River und dessen Mündung in den Missouri River, dann südöstlich bis zum Zusammenfluss des Yellowstone und des Powder Rivers (Bilap chashee / Bilápchaashe – ‚Pulver-Fluss‘ oder ‚Asche-Fluss‘), südwärts entlang des South Fork of the Powder Rivers, im Südosten bis zu den Rattlesnake Mountains, westwärts bis zur Wind River Range im Südwesten. Zudem die Flusstäler des Judith River (Buluhpa'ashe – 'Plum River'), Powder River, Tongue River, Bighorn River und Wind River sowie die Big Horn Mountains (Basawaxaawúua oder Iisiaxpúatachee Isawaxaawúua), Pryor Mountains (Baahpuuo Isawaxaawúua), Wolf Mountains (Cheetiish – ‘Wolf Teeth Mountains’) und die nach ihnen benannte Absaroka Range (auch: Absalaga Mountains) (Awaxaawe Báaxxioo / Awaxaawé Báaxxio – ‘spitzes Gebirge’).
Um die Kontrolle über ihr späteres Stammesgebiet zu erlangen, verbündeten sich die Absarokee mit lokalen Kiowa und Kiowa Apache (Plains Apache), bekämpften die zu diesem Zeitpunkt die Plains dominierenden Nördlichen und Östlichen Shoshone (Bikkaashe – ‚People of the Grass Lodges‘ – ‚Volk, das in Grashütten lebt‘) und vertrieben diese in die Rocky Mountains sowie in die Randgebiete der Plains nach Westen und Südwesten. Die Absarokee blockierten hierauf den Zugang der Shoshone zu den Weidegründen der Bisons und Mustangs, so dass viele einst berittene Shoshone-Gruppen wieder zu ihrer vormaligen nomadischen, pferdelosen Jäger- und Sammler-Kultur des Great Basin zurückkehrten. Die Kiowa und Kiowa Apache (Plains Apache) wanderten ab ca. 1770 immer weiter südwärts bis in die Randgebiete der Comancheria, so dass die Absarokee nun allein ihr Stammesgebiet während des 18. und 19. Jahrhunderts und bis ins Zeitalter des Pelzhandels beherrschten.
Als 1804 Mitglieder der Lewis-und-Clark-Expedition am Yellowstone River als erste Weiße auf die Absarokee stießen, siedelten sie meist entlang des Bighorn River, Brown (1817) lokalisiert sie entlang des Yellowstone und östlich der Rocky Mountains, Drake (1834) entlang des südlichen Flussarms des Yellowstone.
Einst reichte ihr Stammesgebiet vom Powder River Country ostwärts bis zu den Black Hills (im Nordosten Wyomings und im Westen South Dakotas). Seit ca. 1840/1850 hatten die feindlichen Lakota (Teton-Sioux) die Berge annektiert und das Gebiet zwischen dem Powder River und den Black Hills entwickelte sich zu einem „neutralen Grund“; in etwa dasselbe geschah mit Gebieten entlang des Powder River und des Yellowstone Rivers, die ab ca. 1830/1840 von den Nördlichen Arapaho (Alappaho – „Volk mit vielen Tätowierungen“) beansprucht wurden. Beide umkämpften Gebiete wurden daher zu letzten Rückzugsgebieten von Bison und anderen Großwild.

### Berühmte Pferdezüchter

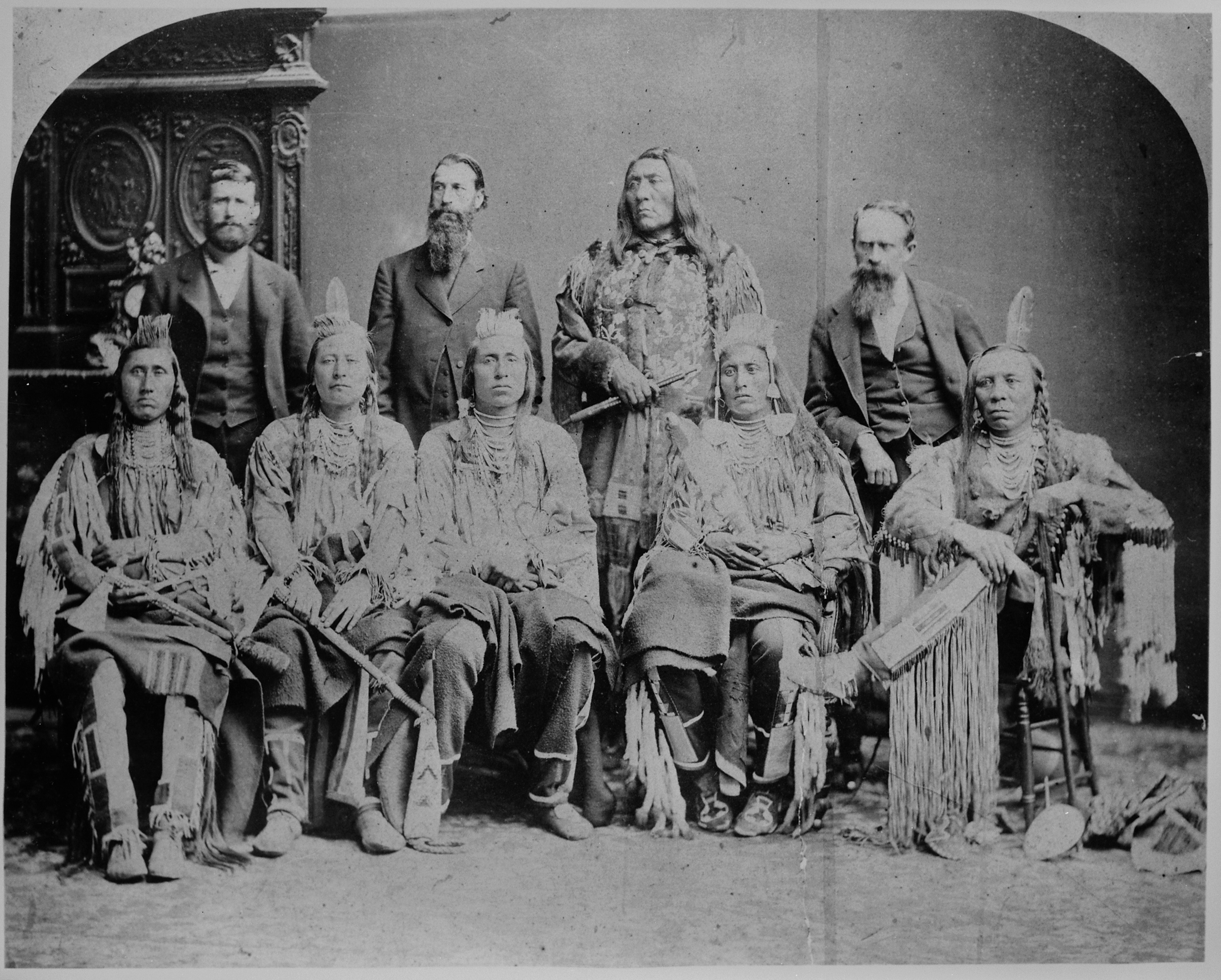
Gruppe der Absarokee, 1880

Zwischen 1725 und 1730 kamen die Absarokee zu ihren ersten Pferden, nachdem die spanischen Konquistadoren Pferde aus Europa nach Nordamerika eingeführt hatten. Laut einer Überlieferung der Absarokee stahl/kaufte ein Kriegstrupp die ersten Pferde von einem anderen Stamm entlang des Green River (von ihnen Fat River genannt) und brachte diese damals unbekannten Tiere in ein Lager der Kicked-In-The-Bellies Band entlang des Upper Wind River im heutigen Wyoming. Einer zweiten Version zufolge, wanderte ein Kriegstrupp der Mountain Crow Band nach Süden bis zum Großen Salzsee in Utah, stahl dort die ersten Pferde und brachte diese nach Norden zu den Absarokee. Da die Shoshone nördlich der Uinta Mountains und die Ute südlich dieser das Tal des Green River bewohnten, handelte es sich bei den namentlich nicht genannten Stämmen vermutlich um Angehörige eines dieser beiden Völker. Als weitere Quellen werden die pferdereichen Comanche auf den Südlichen Plains oder die Nez Percé des Plateaus im Westen vermutet. Die Einführung von Iichíile („Pferde“, ursprünglich die Bezeichnung für Elche) veränderte das Kräfteverhältnis in den Plains. Die Absarokee verdrängten die Östlichen Shoshone aus der Gegend des Yellowstone Rivers, sicherten sich hierdurch gute Weideplätze für ihre Pferde, etablierten eine erfolgreiche Pferdezucht und besaßen bald unter den Stämmen der Nördlichen Plains mit die größten Pferdeherden. In der Folge jagten sie die Bisons weitaus erfolgreicher und konnten schneller ihre Camps verlegen sowie größere und weiter reichende Raub- und Kriegszüge unternehmen. Jeder Crow-Krieger hatte mehrere Pferde, die jeweils nochmals für unterschiedliche Tätigkeiten/Aufgaben genutzt wurden: das Akchiiá („wertvolles, geschätztes Pferd“) war das persönliche Lieblingspferd des Kriegers, das Iibachío iichíille („Kampf-Pferd“) bzw. Iilúxxiilaau iichíile („Pferd, das in den Krieg zieht“) wurde während eines Kriegszugs genutzt (es war mutig, ruhig, kräftig, ausdauernd und wendig), das Iiwaaaasúua („Jagd-Pferd“) (hatte ähnliche Attribute wie das Kriegspferd gepaart mit einem Instinkt für die mögliche Reaktion der Jagdtiere) und diente zur Jagd auf Großwild (Bison, Elche, Wapiti), das Iiláanniiluuiichiile („Parade-Pferd“) diente bei feierlichen Aufzügen/Zeremonien zur Repräsentation, das Iichíinnaawassuua („Pferd, das in einem Rennen geritten wird“) wurde als Rennpferd (war besonders ausdauernd und schnell sowie trittsicher) in den zahlreichen Rennen genutzt, um zwischen den Kriegern die besten Pferdezüchter bzw. Pferdebesitzer zu ermitteln. Zudem gab es das extra genügsame Baakáatakchiia („Pferd, das ein Kind auf dem Rücken trägt“) auf dessen Rücken kleine Kinder sicher und fest sitzen konnten sowie das ruhig-gelassene Iiwaalitúuiichiile („Beeren pflückendes Pferd“) für alte Frauen und Männer, wichtig war auch das kräftig gebaute Baaakchiiá („Packpferd“) diente als Lastpferd zum Transport (Haushaltsgüter, Zelte, Jagdbeute etc.).

### Zwischenhändler zwischen Plateau und Plains
Anfang des 19. Jahrhunderts drangen immer mehr weiße Händler und Siedler in den Westen der USA vor – unter ihnen der Pelzhändler und Indianeragent Manuel Lisa, der am Zusammenfluss des Bighorn und Yellowstone Rivers mit Fort Raymond (auch Fort Manuel) (1807–1809) die erste Handelsstation im Gebiet des Oberen Missouri River errichtete – zwei Jahre später wurde als Ersatz weiter ostwärts, nahe einem Dorf der Gros Ventres zwischen dem Little Missouri River und dem Big Knife River im heutigen North Dakota das Fort Lisa (auch Fort Manuel Lisa Trading Post) errichtet.
Da die Absarokee kein kulturell-religiöses Tabu bezüglich der Jagd auf den Biber kannten – wie z. B. die feindlichen Blackfoot –, fingen sie bedeutend mehr dieser Tiere, deren begehrte Felle sie den Weißen zum Tausch anboten. Durch die Lage ihrer Stammesgebiete entlang großer Flüsse und im Transitgebiet zwischen den Nördlichen Plains, Rocky Mountains, Great Basin und Columbia River Plateau konnten sich die Absarokee eine wichtige Position als Zwischenhändler im Pferde- und Pelzhandel zwischen Amerikanern und indianischen Stämmen sichern (ca. 1800 bis 1860). Sie verkauften den Stämmen des Great Basin und Columbia Plateaus westlich der Rocky Mountains die eingetauschten metallenen und anderen Handelswaren der weißen Händlern und den Weißen wiederum, die eigenen überzähligen (sowie bei den Plateau-Stämmen erworbenen) Pferde – jeweils mit großem Gewinn. Da die Absarokee sich – im Gegensatz zu benachbarten Stämmen – nicht durch Alkohol korrumpieren ließen, waren sie als geschickte und kluge Händler berühmt, die nicht zu übervorteilen waren und daher im Handel mit ihnen keine großen Gewinne zu erwarten waren. Da wie bereits erwähnt die Blackfoot aus religiösen Gründen gegen die Biber-Jagd waren, bekämpften sie erbittert die in ihre Stammesgebiete vordringenden weißen Händler, zudem vermuteten sie zu Recht, dass der vermehrte Zustrom von weißen Händlern die Bisonherden dezimierte und immer wieder unter den Stämmen zu verheerenden Epidemien führte. Die Blackfoot-Konföderation (hierzu gehörten auch die Gros Ventre) überfiel mehrmals Fort Lisa, so dass dieses schließlich 1812 aufgegeben werden musste, zudem wurden in mehreren Gefechten mindestens 20 Händler getötet.
Der sich entwickelnde Pelzhandel im Westen verschärfte die Konkurrenz zwischen den Stämmen und da immer mehr Stämme zwischen 1730 und 1850 auf die Plains zogen (insbesondere Plains Cree und Assiniboine, später die Lakota) und ihre Lebensweise auf das Pferd eingestellt hatten, das als Reit-, Jagd- und Transporttier sowie im Krieg als Streitross eingesetzt wurde, war für die Stämme eine ausreichende Versorgung mit Pferden auf den weiten Ebenen zur Existenzfrage geworden. Die ursprünglich einzelnen Konflikte entwickelten sich zu einer langen Phase scharfer Konkurrenz, die immer häufiger militärisch eskalierten. Die mächtige, aber pferdearme, Cree-Assiniboine-Allianz knüpfte Kontakte mit den Flathead und Absarokee, die über große Pferdeherden verfügten. Da aber diese beiden Stämme bereits erbitterte Feinde der Blackfoot waren, zerbrach die Cree-Assiniboine-Blackfoot-Allianz und es kam zu erbitterten Kämpfen – Pferdediebstahl war hierbei für die Cree-Assiniboine nicht nur ein Beweis des Mutes (wie bei den Absarokee), sondern oftmals ein verzweifelter Beitrag zum Überleben, um sich erfolgreich auf den Plains etablieren zu können. Insbesondere hatten die pferdereichen Gros Ventre unter den Raub- und Kriegszügen der Cree-Assiniboine zu leiden, da sie ihre Wohngebiete entlang der Saskatchewan River Forks (dem Zusammenfluss von North und South Saskatchewan River) hatten und als erste den mit Gewehren bewaffneten Angriffen standhalten mussten. Als Vergeltung für die Versorgung ihrer Feinde mit Waffen griffen die Gros Ventre 1793 die Niederlassung der Hudson’s Bay Company in South Branch House am South Saskatchewan River nahe der heutigen Stadt St. Louis an und brannten sie nieder. Anschließend zogen sie südwärts an den Milk River in Montana, zugleich wichen die mächtigen Piegan ebenfalls nach Südwesten zum Missouri River aus. Somit hatten zwar die Absarokee mit der multi-ethnischen Cree-Assiniboine-Allianz einen militärisch mächtigen Bündnispartner gefunden, jedoch war die Allianz sowohl bei ihren traditionellen Erzfeinden, den Blackfoot, als auch bei den immer mächtiger werdenden Lakota-Cheyenne-Arapaho-Allianz, verhasst. Die Absarokee übernahmen daher bald eine Art Schutzfunktion für die Handelsstationen sowie für die durch die Plains ziehenden weißen Händler vor den ständigen Angriffen der Blackfoot-Konföderation (Siksika, Piegan, Kainai, Gros Ventre und Sarcee) ein.

### Abschluss des Treaty of Friendship 1825
Bei mehreren Treffen im Sommer von 1825 zwischen Nördlichen Plains-Stämmen, halbnomadischen sowie sesshaften Prärie-Stämmen des Upper Missouri River und dessen Nebenflüssen mit Brigadegeneral Henry Atkinson und dem Indianeragenten Major Benjamin O’Fallon wurden an mehreren Tagen verschiedene sog. Freundschafts-Verträge (Treaty of Friendship) mit den jeweiligen Stämmen geschlossen, die jeweils zum Ziel hatten, den Handel nach US-Vorstellungen zu regulieren sowie Kriege zwischen den Stämmen zu unterbinden. Die Ponca unterzeichneten am 9. Juni 1825, die Lakota, Yankton und Yanktonai-Sioux am 22. Juni 1825, die Saône-Lakota und Oglala am 5. Juli 1825, die Northern Cheyenne am 6. Juli 1825, die Hunkpapa am 16. Juli 1825, die Arikaree am 18. Juli 1825 (um endgültig den sogenannten Arikaree War von 1823, in dem sie von einer Streitmacht von 230 US-Soldaten der 6. US-Kavallerie, 50 Trappern sowie 750 Lakota-Kriegern unter Colonel Henry Leavenworth besiegt wurden, zu beenden). Auch die verbündeten Hidatsa und Mandan schlossen beide am 30. Juli 1825 ebenfalls ähnlich lautende Verträge ab.
Am 4. August 1825 schlossen 15 Häuptlinge der Mountain Crow Band unter der Führung des Schamanen und Häuptlings Itchuuwaaóoshbishish (Red Plume (Feather) At The Temple, besser bekannt als Is-she-u-huts-ki-tu / E-she-huns-ka oder Long Hair, ca. 1750–1836) im Mandan Village ebenfalls einen sog. Freundschaftsvertrag (Treaty of Friendship) mit der US-Regierung, in dem die Mountain Crow die politische Oberhoheit der USA über ihr Territorium sowie über ihre Nation anerkannten, der US-Regierung erlaubten, den Handel zu regulieren, lizenzierte Händler zu bestimmen und Handelsposten einseitig festzulegen. Zudem sollten die Absarokee bei intertribalen Konflikten oder evtl. Diebstählen bzw. Überfällen zwischen Absarokee und Weißen auf traditionelle Vergeltungsmaßnahmen (sprich: Kriegszüge) verzichten, sondern dies durch US-Regierungsorgane regeln lassen. Sie verpflichteten sich außerdem, nicht lizenzierte Händler den US-Behörden auszuliefern, US-Händler zu beschützen sowie der US-Regierung feindlich gesinnten Stämme, nicht mit Pferden oder anderen kriegswichtigen Materialien zu versorgen.
Die River Crow Band hingegen unter Häuptling Eelápuash / Arapoosh (im Englischen auch bekannt als Rotten Belly oder Sore Belly, * 1795; † 1834) weigerten sich, den Vertrag zu unterzeichnen, da sie glaubten dessen Bestimmungen nicht zustimmen zu können, ohne ihre Souveränität als Stamm aufzugeben. 1834 belagerten daher die River Crow unter Eelápuash / Arapoosh das Fort McKenzie am Missouri River, wurden jedoch von feindlichen Blackfoot-Kriegern vertrieben, wobei auch Eelápuash / Arapoosh getötet wurde.
Zu dieser Zeit spalteten sich die Kicked in the Bellies Band von der Mountain Crow Band ab; und da sie bevorzugt ihre Winterlager im Wind River Valley (der Oberlauf des Bighorn Rivers wird als Wind River bezeichnet) im Südwesten und Westen Wyomings und ihre Sommerlager in den östlichen Big Horn Mountains im Grenzgebiet von Montana und Wyoming aufschlugen sowie südwärts teilweise bis zum Sweetwater River wanderten – und somit meist weit entfernt von den beiden anderen Bands lebten, wurden sie von diesen als Ammitaalasshé (Home Away From The Center, also von den Ashkúale - Mountain Crow oder auch: vom Stammesgebiet entfernt) bezeichnet. Zur Jagd im Frühling und Sommer schlossen sich sämtliche Bands jedoch üblicherweise zusammen.

### Kampf und Verlust der Stammesgebiete

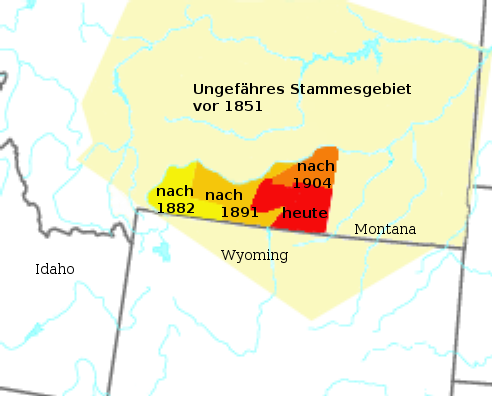
Stammesgebiet der Absarokee

Der Vertrag von Fort Laramie 1851 definierte die Stammesgrenzen neu und sollte Frieden zwischen den Weißen und den unterzeichnenden Stämmen sichern. Insgesamt rund 10.000 Indianer waren bei den Verhandlungen in Fort Laramie anwesend – neben den Absarokee, auch die Lakota, Yankton, Arapaho, Cheyenne, Östlichen Shoshone, Assiniboine, Arikaree, Mandan und Hidatsa. Das Land der Absarokee beschränkte sich nun auf 143.787 km², da die Regierungsvertreter die aktuelle militärische Stärke der verbündeten Lakota, Nördlichen Arapaho und Cheyenne, die aggressiv in östliche Stammesgebiete der Absarokee vordrangen und große Teile bereits okkupierten, akzeptierten und somit vertraglich bestätigten. Für den Verlust ihrer Stammesgebiete östlich des Powder Rivers erhielten die Absarokee künftig jährliche Geschenke von den Weißen. Viele junge Krieger ließen sich nicht kontrollieren und lieferten den Östlichen Shoshone, Nez Percé und Flathead mitunter Scharmützel.
1859 schlugen die Absarokee die vordringenden Lakota, Arapaho und Cheyenne zurück. Zwei Jahre später zerbrach die langjährige Allianz der Blackfoot-Stämme mit den Gros Ventre, die die Blackfoot-Konföderation verlassen mussten und Zuflucht bei ihren einstigen Feinden, den Plains / Südlichen Assiniboine der Cree-Assiniboine-Konföderation (Nehiyaw-Pwat) suchten. Die Absarokee wollten dies nutzen und verbündeten sich mit den Gros Ventre gegen die mächtigen Piegan, dem südlichsten Stamm der Blackfoot-Konföderation. 1866 / 1867 unterlagen sie jedoch den Piegan in einer Schlacht bei den Cypress Hills und die verbündeten Absarokee und Gros Ventre verloren ca. 450 Krieger. Dies war eine schwere Niederlage für die Absarokee, die auf Grund immer mehr schwindender Bisonherden, die sich bald in ihrem Stammesgebiet sowie im Gebiet ihrer Erzfeinde, den Blackfoot, konzentrierten, durch größere Stämme aus dem Norden und Osten immer mehr unter Druck gerieten. Hierunter sind die Lakota zu nennen, die spätestens ab 1860 die östlichen Gebiete der Absarokee übernahmen sowie die Cree-Assiniboine-Konföderation aus dem Norden, die noch bis 1881 aus Kanada nach Süden ins ehemalige Stammesgebiet der Absarokee wanderten, auf Bisonjagd gingen und die Pferde der Absarokee stahlen.
Im Vertrag von Fort Laramie 1868 wurde das Gebiet des gesamten heutigen US-Bundesstaates South Dakota westlich des Missouri River, einschließlich der Black Hills (von der Nordgrenze in Nebraska bis zum 46. Breitengrad und vom Missouri im Osten bis zum 104. Meridian im Westen) als Indianerland zur uneingeschränkten und unbehelligten Nutzung und Besiedlung durch die Great Sioux Nation fest und etablierte die Great Sioux Reservation. Landabtretungen sollten nur dann möglich sein, wenn mindestens drei Viertel aller erwachsenen männlichen Sioux, die auf Reservatsgebiet leben, dem zustimmen. Dem Vertrag vorausgegangen war der Red-Cloud-Krieg (1866–1868), ein Krieg der vorläufig einen vollständigen Sieg der Lakota bedeutete. Deswegen waren die Lakota in einer guten Verhandlungsposition und konnten das große Gebiet im heutigen South Dakota für sich „reservieren“. Zusätzlich zu dem Reservatsgebiet erhielten sie und ihre Verbündeten weitgehende Jagd und Fischrechte in den heutigen US-Bundesstaaten Wyoming, Montana und Nebraska. Da das Gebiet von mehreren Indianerstämmen (hier sind insbesondere die Absarokee zu nennen) besiedelt wurde, wurden mehrere Stützpunkte des Bureau of Indian Affairs in Reservatsgebiet errichtet. Auch die Schlacht am Little Bighorn am 25. Juni 1876 war der letzte Versuch die zugeschriebenen Landrechte der Great Sioux Reservation zu verteidigen, die verbündeten Lakota, Nördlichen Arapaho und Nördlichen Cheyenne waren zwar wie zuvor siegreich, jedoch sollten sie nach einem zermürbenden Winter und immer auf der Flucht schließlich aufgeben.

### Bündnis mit den Amerikanern und Dienst als Scouts
Von allen Seiten bedrängt suchten die Absarokee vermehrt die Gunst der Weißen, die sich mit den meisten benachbarten Stämmen im Krieg befanden. Die Absarokee hofften so, einer unvermeidlichen Niederlage zu entgehen und in Frieden mit den Weißen leben zu können. Bald erregten die guten Pferde, Waffen und weiteren Güter, die sie sich von den Weißen erhandelt hatten, den Neid der feindlichen Stämme, und ihre Nähe zu den Weißen brachte ihnen den Hass vieler ein. Ihre Unterstützung für die weißen Siedler ging so weit, dass der Gouverneur von Montana die Bundesregierung um Bewaffnung des Stammes mit Feuerwaffen bat, da sie ein größeres Abschreckungspotenzial als alle im Territorium befindlichen Forts der Armee hatten.
Bei aller Freundschaft zu den Weißen galt es bei den Absarokee als beliebter Sport, sowohl indianische als auch weiße Reisende auszurauben. Die Absarokee waren als hervorragende Diebe berüchtigt.
Viele Krieger der Absarokee ließen sich von der US-Armee als Scouts gegen die Indianerstämme verpflichten, die sich gegen die drohende Niederlage gegen die Weißen wehrten. Besonders bekannt wurden die Absarokee-Scouts, die unter Colonel George A. Custer in der Schlacht am Little Bighorn River gedient hatten: White Man Runs Him, Curley, Hairy Moccasin und Goes Ahead. Die Schauplätze der Kämpfe, die entlang des Little Bighorn River (Iisiaxpúatahcheeaashisee Aliakáate) und Reno Creek (Bilippítshuhke) stattfanden, sowie die Gedenkstätten Little Bighorn Battlefield National Monument und Reno-Benteen Battlefield Memorial befinden sich auf dem Gebiet der heutigen Reservation der Crow Nation.
Auch während des darauffolgenden Nez-Percé-Krieges von 1877 blieben die Absarokee ihrer Entscheidung treu, dass es im Interesse ihres Stammes sei, an der Seite der Amerikaner zu stehen und sich gegebenenfalls tapfer als Scouts zu bewähren. Die vormals befreundeten und verbündeten Nez Percé hofften auf militärische oder mindestens logistische Unterstützung durch die Absarokee und sandten Kundschafter ins Crow-Reservat, um diese über die Bitte der Nez Percé zu unterrichten. Insbesondere Looking Glass (Allalimya Takanin), der bedeutendste militärische Anführer der Nez Percé, forcierte unter diesen das Bündnis mit den Absarokee gegen die Weißen. Doch auch die Indianer mussten einen schweren Rückschlag erleiden, denn die Absarokee weigerten sich, mit ihnen gemeinsam gegen die Amerikaner zu kämpfen.
Als die Nez Percé auf ihrer Flucht auf die Plains Richtung Crow-Reservation zogen – trotz der ablehnendem Haltung der Absarokee –, stellte sich Oberst Samuel Davis Sturgis vom 7. Kavallerieregiment ihnen in den Weg. Sturgis erhielt Unterstützung von 150 Absarokee-Scouts, die wohl hofften, Pferde der Nez Percé zu erbeuten. Dass die Absarokee sich auf die Seite der Amerikaner stellten, war für die Nez Percé eine weitere Enttäuschung. Ohne deren Unterstützung sahen die Nez Percé nun nur noch einen Ausweg, die Flucht nach Kanada.
Die inzwischen erschöpften Indianer zogen weiter nach Norden, weiterhin verfolgt von Howards und Sturgis’ Truppen. Einzelne Gruppen verließen die Hauptgruppe. Eine von ihnen gelangte in die Reservation der Assiniboine und Gros Ventres bei Fort Belknap in Montana. Bei beiden Stämmen handelte es sich um traditionelle Feinde der Nez Percé, und einige der Flüchtigen wurden in der Reservation ermordet; ob die Täter zu den Assiniboine oder den Gros Ventres gehörten, ist unklar. Eine weitere Kleingruppe fiel am 3. Oktober einem Angriff von Assiniboine- und Gros-Ventre-Kriegern zum Opfer: Fünf Männer wurden getötet, zwei Frauen gefangen genommen. Zu weiteren Gefangennahmen kam es durch die Absarokee und Gros Ventres.
Gegen Ende des Feldzuges überfielen Nez Percé verbittert ein Lager der früher mit ihnen befreundeten, inzwischen aber auf Seiten der Amerikaner stehenden Absarokee, wo sie getrocknetes Büffelfleisch erbeuteten, gingen selbst auf Büffeljagd und erbeuteten Nachschubgüter, die für die US-Armee bei Cow Island Landing am Missouri bestimmt waren. Während des ganzen Nez-Percé-Krieges kam es immer wieder zu kleineren Scharmützeln zwischen Nez-Percé-Kriegern und Absarokee-Scouts bzw. Kriegern, die oftmals erfolgreich Pferde des Nez-Percé-Trecks stahlen.

### Leben im Reservat

US-General William T. Sherman in Verhandlung mit Indianern bei Fort Laramie um 1868

1868 traten die Absarokee den Weißen mit dem zweiten Vertrag von Fort Laramie 1868 über 100.000 km² Land ab; ihnen blieben noch 32.376 km². Die Weißen verpflichteten sich, eine Agentur mit Schulen und anderen Dienstleistungen zu errichten. Außerdem erhielten die Absarokee Essensrationen und Kleider. Sie sollten künftig als Farmer leben. 1883 wurde die Crow-Agency, die Agentur der Absarokee, offiziell gegründet.
1887 wurde das bisher gemeinschaftliche Reservatsland mit dem Dawes Act parzelliert und auf die einzelnen Familien aufgeteilt. Damit sollten die Absarokee vermehrt für die Landwirtschaft motiviert werden.

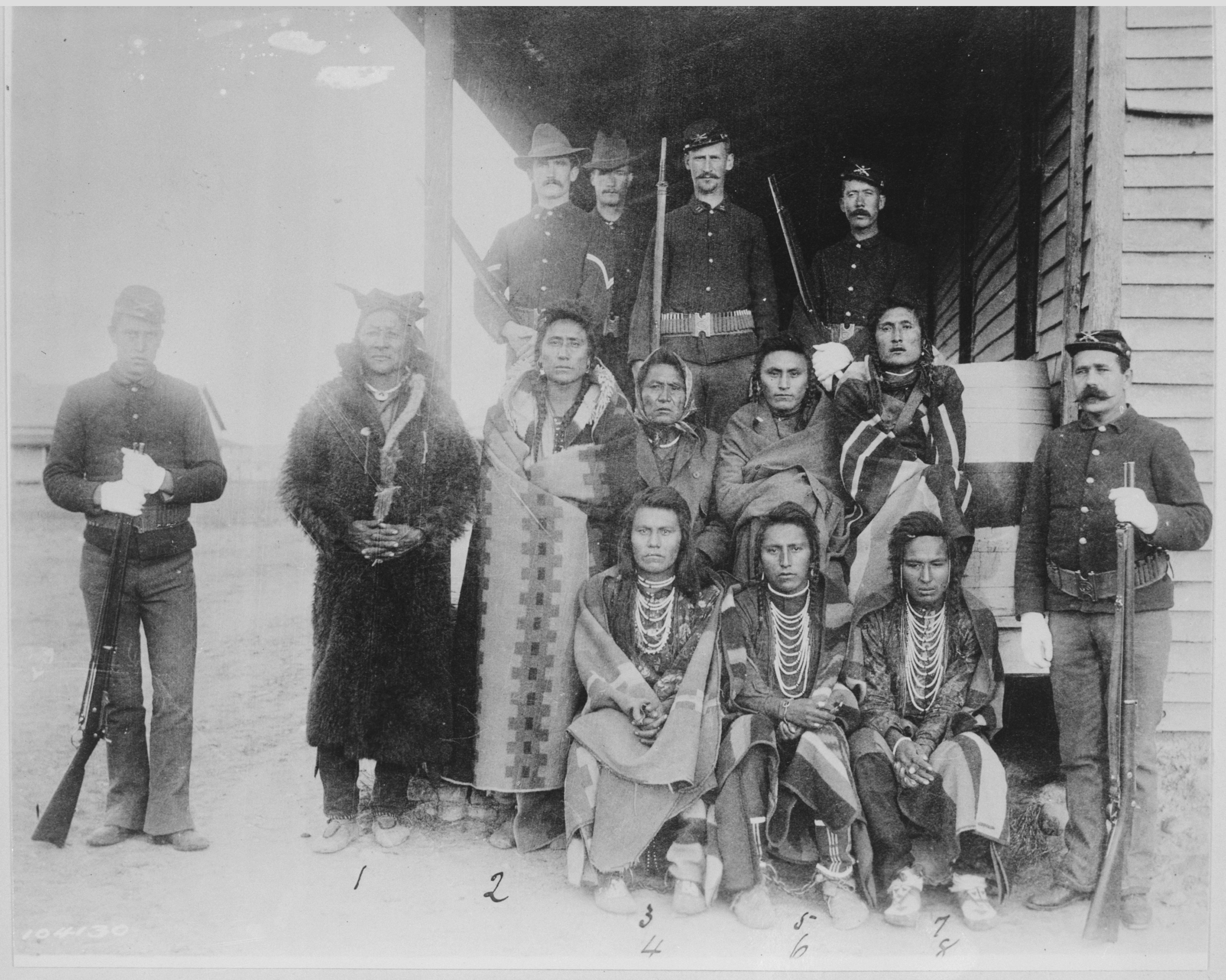
Gefangene Absarokee, 1887

Durch weitere Landabtretungen schmolz ihr Reservat bis 1905 auf 10.117 km².
Die Stammesverfassung von 1948 sprach dem Stammesrat (General Council oder Tribal Council) die exekutive, legislative und judikative Macht zu. Der Stammesrat wurde durch sämtliche eingetragene Mitglieder des Stammes gebildet, die mindestens 18 Jahre (Frauen) resp. 21 Jahre (Männer) alt waren. Die Regierungsform war eine direkte Demokratie nach Vorbild derjenigen der alten Griechen.
1948 führten die Absarokee ein neues Regierungssystem ein, das sich stärker am amerikanischen orientierte. 1990 wurde die Wahlberechtigung auch bei den Männern auf 18 gesenkt.
Wegen der umfassenden Landabtretungen im 19. Jahrhundert, für die sie nur sehr geringe Entschädigungen erhalten hatten, gingen die Absarokee verschiedentlich vor Gericht. 1962 wurden ihnen nachträglich über 10 Millionen US-Dollar zugesprochen. 1981 entschied das Oberste Gericht der USA, dass die Absarokee das Flussbett des Bighorn Rivers besitzen.
Auf der Ratssitzung vom 15. Juli 2001 ersetzten die Absarokee (Crow Nation) ihre Verfassung durch ein System der Gewaltentrennung. Die Exekutive wird durch vier Personen gebildet, den Vorsitzenden (Chairman), den stellvertretenden Vorsitzenden (Vice-Chairman), den Sekretär (Secretary) und den stellvertretenden Sekretär (Vice-Secretary). Je drei Vertreter der sechs Distrikte des Reservats (The Valley of the Chiefs, Reno, Black Lodge, Mighty Few, Big Horn und Pryor (Baáhpuuo) Districts) machen die Legislative aus. Die judikative Gewalt liegt beim Präsidenten des obersten Gerichtshofes der Crow Nation (Chief Justice). Gegenwärtig hat Angela Russell dieses Amt inne.

### Vorsitzende der Crow Nation
- 2009 bis heute: Cedric Black Eagle
- 2002–2009: Carl Venne
- 2000–2002: Clifford Birdin Ground
- 1990–2000: Clara Nomee
- 1986–1990: Richard Real Bird
- 1982–1986: Donald Stewart
- 1977–1982: Forest Horn
- 1974–1977: Patrick Stands Over Bull
- 1972–1974: David Stewart
- 1966–1972: Edison Real Bird
- 1964–1966: John Wilson
- 1960–1964: John Cummings
- 1956–1960: Edward „Posie“ Whiteman
- 1954–1956: William Wall
- 1946–1954: Robert „Robbie“ Yellowtail
- 1941–1946: Henry Pretty On Top
- 1938–1941: Charles Yarlott
- 1934–1938: Hartford Bear Claw
- 1927–1934: William Bends
- 1921–1927: James Carpenter
- 1920–1921: Ralph Saco (Gets Down Often)

## Demografie
Um 1780 dürften etwa 4.000 Absarokee gelebt haben. Die Entdecker Lewis und Clark schätzten ihre Zahl im Jahre 1804 auf 3.500, die in etwa 350 Hütten gelebt hatten. In den folgenden Jahren blieb die Zahl der Absarokee ziemlich konstant; für 1833 wurde sie auf 3.250–3.560 geschätzt. Bis 1890 sank sie aber auf 2.287 und bis 1904 auf 1.826. Ungefähr 1930 dürfte sie mit 1.674 ihren Tiefpunkt erreicht haben. Seither steigt sie kontinuierlich. Der US-Census 2000 zählte 13.394 eingeschriebene Stammesmitglieder der Absarokee.

## Traditionelle Kultur
Nachfolgend wird die Kultur der Absarokee beschrieben, so wie sie sich bis zur Aufgabe der Selbstbestimmung und dem Einzug in das Reservat präsentiert hat. Ab diesem Zeitpunkt glich sie sich nach und nach der Kultur der europäischen Einwanderer an.
Kulturell sind die Absarokee dem Kulturareal der Plains zuzurechnen, allerdings mit Einfluss der Stämme des Großen Beckens und des Plateaus.

### Nahrungserwerb
Der Bison war die wichtigste Nahrungsquelle für die Absarokee. Ergänzend jagten sie Wapitis, Hirsche, Gabelböcke, Dickhornschafe und Bären. Die Absarokee kannten eine klare Arbeitsteilung: Die Männer waren für das Erlegen der Tiere zuständig, die Frauen für die Verarbeitung des Fleisches, das Trocknen und Zubereiten von Pemmikan. Zusätzlich sammelten die Frauen Beeren und gruben nach essbaren Wurzeln.

### Materielle Kultur
Essgeschirr stellten die Absarokee aus Hörnern von Bergschafen oder Bisons her, zuweilen auch aus Bison-Schulterblättern. Bisonbäuche dienten als Wasserbehälter.
Zur Jagd verwendeten sie Pfeil und Bogen. Die Bogen fertigten sie aus Zedern-, Eschen- oder Hickoryholz, Wapiti- oder Bergschaf-Hörnern (Hornbogen) und aus Nacken- oder Schultersehnen von Bisons, die Pfeile aus Stein und Horn und die Köcher aus Otter-, Bisonkalb- oder Bergschaf-Fellen.
Die Frauen nähten etwa 20 Bisonfelle aneinander, stülpten sie über 14 bis 30 rund angeordnete Pinienpfähle und stellten so Tipis her, die auch ihnen gehörten. Die Tipis waren meist reich verziert und dekoriert. Sie wurden von 8 bis 16 Personen bewohnt.
Die Absarokee fertigten sich Kleider aus gegerbten Tierhäuten an. Während die Frauen immer lange Röcke trugen, beschränkten sich die Männer im Sommer auf Lendenschurz und Mokassins. Beide Geschlechter verwendeten für Zeremonien und feierliche Anlässe spezielle Festkleider, die sie mit Federn, Samen, Stachelschweinborsten und Muscheln verziert hatten. Hingegen pflegten die Absarokee ihre Kleider nicht zu bemalen. Frauen wie Männer trugen ihre langen Haare offen, in der Mitte gescheitelt. Sie kämmten sich mit dem Schwanz eines Stachelschweines.
Trotz der eher farblosen Kleider wurden die Absarokee von den frühen europäischen Siedlern als sehr schöne, große Indianer, möglicherweise die schönsten nordamerikanischen Indianer überhaupt, beschrieben.
Nach der Einführung des Pferdes entwickelten sich die Absarokee zu ausgezeichneten Reitern. Rasch schufen sie neue Kulturgüter wie Sattel und Zaumzeug. Sie verzierten ihre Pferde ebenso wie sich selbst. Die nomadischen Absarokee benötigten etwa fünf Pferde, um ihren Haushalt zu transportieren. Der Transport erfolgte mit einem Travois, einer Schleifbahre. Auf dieselbe Weise hatten früher Hunde Hab und Gut ziehen müssen. Zudem unterhielten die Absarokee auf den Plains bald mit die größten Pferdeherden, da sie sich unter den Stämmen zu berühmten und erfolgreichen Pferdezüchtern entwickelt hatten. Neben den Absarokee unterhielten nur noch die Nez Perce, Cayuse (beide züchteten sogar eigene Pferderassen) sowie die Comanche, Kiowa und Plains Apache (Kiowa Apache); im Vergleich hierzu waren die feindlichen Assiniboine, Plains Cree, Plains Ojibwe sowie Blackfoot richtig pferdearm.
Die Absarokee nannten das Pferd Ichilay („Ausschau halten nach“, „auf die Suche gehen mit“), vermutlich bezog sich der Name auf die Verwendung des Pferdes auf der Jagd und im Krieg. Die Absarokee nutzten zwar wie bereits erwähnt den Travois, jedoch dank ihres Pferdereichtums – man schätzte ihre Herde auf 30.000 bis 40.000 Tiere – nicht in dem Maße wie andere Plains-Stämme, da sie es sich leisten konnten, die Pferde als Packtiere zu nutzen. Zudem ritten alle Absarokee während der saisonalen Wanderungen jeweils auf ihren eigenen Pferden, was ihnen ermöglichte große Distanzen schneller als benachbarte Gruppen zurück zulegen.

### Lebenszyklus

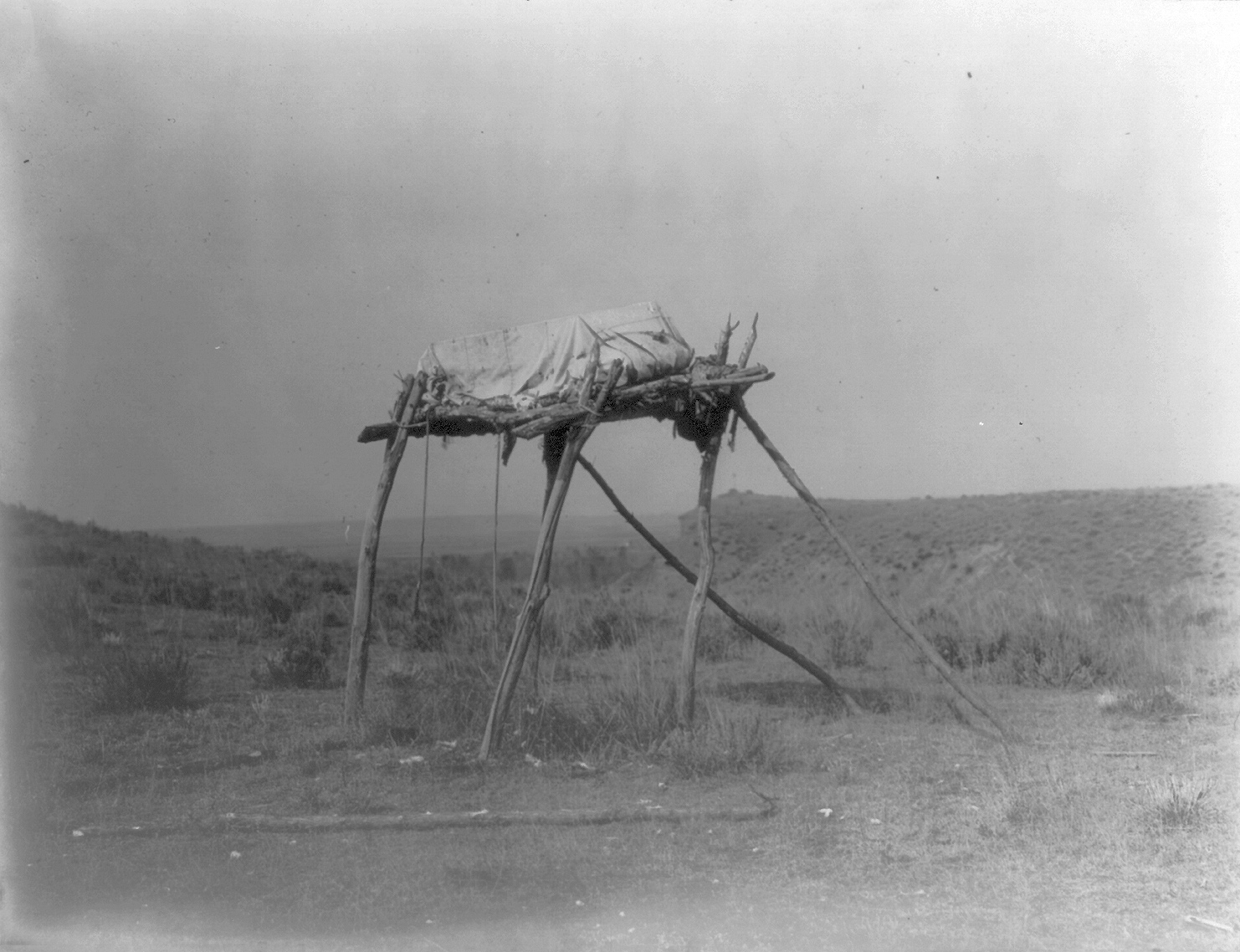
Totengestell der Absarokee

Nach zwei Tagen wurden die Neugeborenen an den Ohren gepierct, nach zwei weiteren Tagen wurden sie unter den Schutz der Medizin eines Mannes desselben Clans gestellt und erhielten einen Namen.
Die Kindheit verbrachten die Absarokee mit Spielen, wobei oft das Leben der Erwachsenen nachgeahmt wurde.
Knaben lernten, wie sie ihre Haare zu Zöpfen flechten und ihr Haupthaar hochkämmen konnten. Im Alter von vierzehn bis sechzehn Jahren durften sie erstmals auf einen Kriegszug mitgehen. Gleichzeitig versuchten sie, in einen Krieger-Bund des Stammes aufgenommen zu werden.
Mädchen erlernten die Pflichten der Frauen und erfuhren, wie sie ungewünschte Kinder abtreiben konnten. Ein Jüngling musste der Familie der zukünftigen Frau Pferde geben. Nur exogame Heiraten waren zulässig. Starb eine Frau kurz nach der Heirat, wurde dem Witwer nach Möglichkeit eine Schwester als Ersatz angeboten. Verschwägerte Personen tauschten rege Geschenke aus, um die Familienbande zu stärken. Die Beziehung eines Mannes mit seiner Schwiegermutter war strengen Tabus verpflichtet. Seinem Schwiegervater musste er großen Respekt erweisen. Beide Geschlechter konnten sich scheiden lassen.
Im Alter setzten sich die Männer oft zusammen, rauchten Pfeife und tauschten sich aus, wobei sie oft und gerne lachten.
Starb ein Stammesmitglied, zog man ihm seine besten Kleider an, bemalte es und hüllte es in eine Tipiplane. Einen verstorbenen Häuptling betteten sie auf ein Gerüst in einem Tipi. Tötete ein Feind einen Absarokee, trauerte das ganze Camp. Verwandte hackten sich teilweise eine Fingerbeere ab oder schnitten ihre Haare kurz.

### Mythologie
Die Mythologie der Absarokee ähnelt sehr stark derjenigen der Hidatsa und, weniger stark, derjenigen der Arapaho und Assiniboine. Gemäß ihrer Mythologie war die Erde von Alter Mann, der teilweise als Sonne und teilweise als Alter Mann Kojote identifiziert wird, geformt worden. Dazu hatte er den Schlamm verwendet, den die Bindentaucher aus den Tiefen des Ur-Meeres heraufgeholt hatten. Nachdem Alter Mann die Erde erschaffen hatte, blies er trockene Erde von seiner Hand und schuf so Erste Frau, Erster Mann und eine Schar Krähen. Alter Mann erklärte den Menschen, wie sie leben sollten und gab ihnen den Namen Absarokee, Krähen. Er platzierte sie im Gebiet des Yellowstone-Rivers, inmitten von Feinden, die sie bekämpfen mussten. Nun fällte Alter Mann einen Baum und Weißer Mann tauchte wie eine Maus aus einem Loch auf. Er erzählte den Absarokee, dass sie nicht gegen die Weißen kämpfen sollten, die ihnen beibringen würden, wie sie Eisen herstellen konnten.

### Religion und Krankenheilung

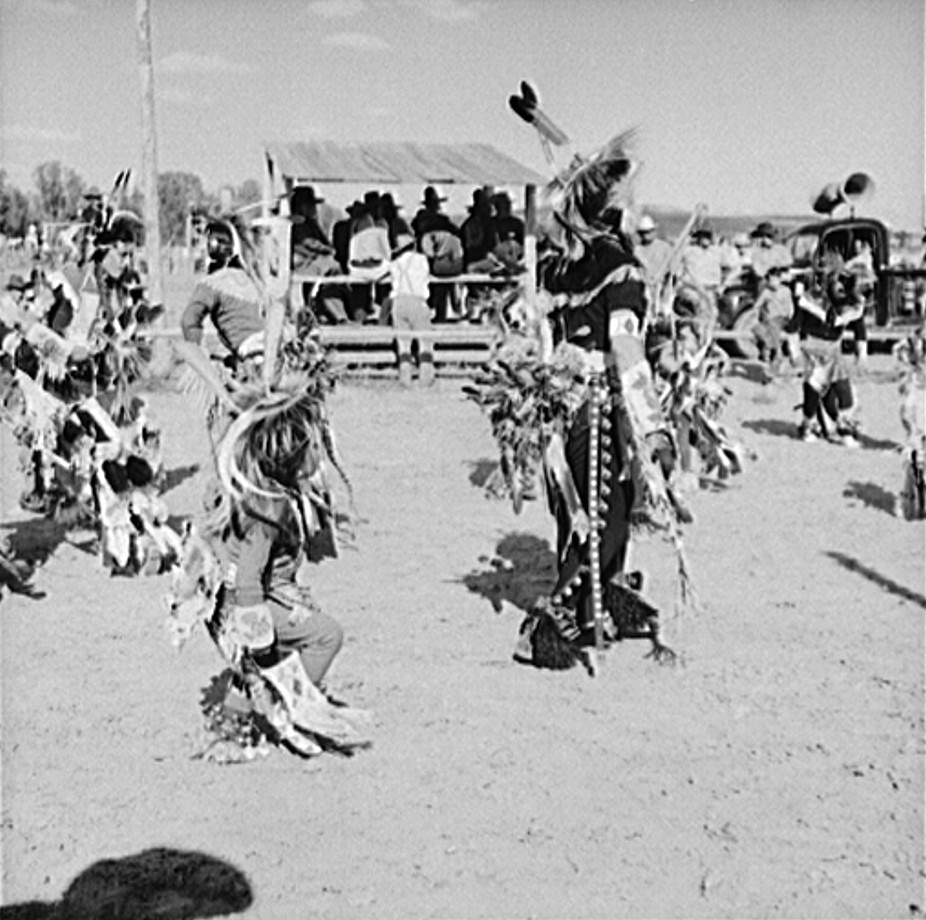
Tanz der Absarokee in Festkleidung, Crow Agency, Montana 1941

Das spirituelle Hauptinteresse der Absarokee richtete sich nach Robert Lowie auf den Erwerb einer allgegenwärtigen, übernatürlichen Kraft, die Xapáalia bzw. Maxpe genannt wurde und in etwa mit dem Wakan der Sioux-Völker übereinstimmt. Ihr Interesse an den dahinterstehenden Geistwesen war eher gering. Sie nannten die Sonne Isáahkaxaalia („Alter Mann“) und den Mond Káalixaalia („Alte Frau“, „Urgroßmutter“, „Mutter Erde“). In ihren Gebeten sprachen sie sie als Großvater und Großmutter an. Beide werden wiederum repräsentiert durch das Wasser (Vater Bilísaahke) und den Erdboden (Mutter Awaisahké – siehe auch Mutter Erde). Weitere Gebete richteten sie bisweilen an Erster Macher, Alter Mann Kojote (Trickster), „Derjenige Oben“ (der nur diffus beschrieben wurde), Ihkaléaxe (wörtlich: „Heller Stern, d. h. Morgenstern“, als Sohn der Sonne), Bison, adlergestaltiger Donner (Donnervogel) und Zwerge. Von einem Polytheismus kann jedoch keine Rede sein. Lediglich die Sonne wurde bei Schwüren und im Rahmen der Baawalishtakooshtéechiiluua („Visionssuche“, wörtlich: „Fasten in der Hoffnung, eine Vision zu bekommen“) angerufen.
Jeder Absarokee-Krieger wollte Xapáalia / Maxpe gute Medizin, sprich geistige Macht, um Erfolg zu haben. Diese versuchte er in einer Vision zu erlangen, die er mit konsequentem Fasten in der Einsamkeit heraufbeschwor. Oder er opferte einen Teil seines Fingers oder einen Streifen Fleisch, um einen Schutzgeist zu überzeugen, ihn als Sohn zu adoptieren und ihm das Recht für ein Medizin-Lied, eine Körper-Bemalung oder Gegenstände zu geben, die er in einem Iaxpáalia bzw. Xapáalia (Medizinbeutel) sammeln konnte. All dies sollte ihm zu einem langen Leben, genügend zu essen und Macht über die Feinde verhelfen.
Hatte ein Absarokee keine eigene Medizin, konnte er diese bis zu vier Mal von seinem Báassahke („Clanvater“, wörtlich: „Clanonkel“) ausleihen. Im Gegenzug musste der Bittsteller dem Clanvater Pferde, Fleisch oder andere Ware schenken, zuweilen auch seine Frau ausleihen.
Die Absarokee waren in verschiedenen religiösen Baaxúahche bzw. Alaxúahche (Bünden/Gesellschaften) organisiert, der weitaus bekannteste ist der Tabak-Bund. Jeder Bund hatte seine eigenen Zeremonien, Lieder und Tänze, mit denen sie die Geistwesen gut stimmen und deren Macht erlangen wollten. Die meisten Zeremonien hielten die Absarokee im Frühling und im Herbst ab. Im Sommer unterzogen sich viele Krieger dem Ashkísshe (Sonnentanz). Bekannte Bünde/Gesellschaften waren die Baasshússheelaakbisuua („Tobacco Dance Society“), die Ahpannoopisée („Arikara/Ree Society“) und die Baatawée („War Dance Society“, wörtlich: „Hot Dance Society“).
War jemand krank, so hatte er, gemäß dem Glauben der Absarokee, den Unmut der Geistwesen erregt, indem er zum Beispiel ein Tabu nicht befolgt hatte. Zur Heilung wurde ein Medizinmann beigezogen, der sich mit der geistigen Welt und der Natur am besten auskannte.

## Sozio-politische Organisation

### Soziale Organisation
Die Absarokee waren sowohl territorial wie auch funktional organisiert. Territorial lebten sie in drei regionalen Stammesgruppen bzw. Bands, die wiederum in mehrere Lokalgruppen unterteilt und sozial durch verschiedene matrilinearen Ashammalíaxxiia bzw. Ashawáte (Clans, auch: Araxu`a`tse) zusammengehalten wurden; funktional kannten sie militärische, religiöse und medizinische Gruppierungen. Es existierten jedoch keine sozialen Klassen.
Die Anzahl der Clans variierte. Während des 19. Jahrhunderts zählten sie 12 oder 13 Clans, wobei die Mountain Crow und River Crow dieselben Clans kannten, diejenigen der Kicked in the Bellies wichen leicht ab. Jeweils zwei oder drei Clans waren in insgesamt fünf Phratrie (Clan-Verband) gruppiert und führten sich auf gemeinsame mythische Ahnen oder eine Stammmutter (Ahnherrin) zurück, was keine Heiraten innerhalb des gleichen Clans erlaubte – die exogamen Heiratsregeln zwangen die Absarokee, ihre zukünftigen Ehepartner außerhalb ihres eigenen Clans oder ihrer Band zu suchen, so dass diese gegenseitigen exogamen Heiraten zwischen den verschiedenen Absarokee-Clans zu Allianzen einzelner Familien über die Grenzen der jeweiligen der drei Bands führte und somit das Zusammengehörigkeitsgefühl und die Einheit der ganzen Absarokee als eine Nation stärkte.
Die einzelnen Clans kamen besonders während der Organisation von größeren Jagden, von Festen (insbesondere Heiraten) sowie im Krieg und in Notzeiten zur gegenseitigen Unterstützung zusammen. Jedem Clan stand ein eigener Häuptling vor, der Clanvater, dem weitere beratende Häuptlinge zur Seite standen. Die Häuptlinge koordinierten die Jagd, kriegerische Unterfangen, Zeremonien und mussten für Recht und Ordnung innerhalb des Clans sorgen. Die Funktionen sowie Namen der einzelnen Clans wurde den Absarokee von ihrem Kulturheros Isáahkawuattee (Old Man Coyote) genannt, der ihnen auch die Namensherkunft erklärte.
1. Phratrie
- Uuwatashe (Greasy Inside The Mouth Clan – „Jene, mit fettigen Mund“, „Jene, mit Fett im Mund“, wurden so genannt, da sie als gute Jäger nur das beste Fleisch aßen und ihre Münder daher fettig waren)

Spitzname: Axxaashe Akiaxapáalia (Those Who Spiritual Power Is The Sun – „Jene, deren spirituelle Kraft die Sonne ist“)
- Ashíiooshe (Sore Lip (Lodge) Clan – „entzündete, wunde Lippen“, so genannt, da sie als kühne Krieger und Jäger bei Wind und Wetter, Sommers wie Winters auf die Jagd gingen und dem Wetter trotzten, daher hatten sie vom Wind entzündete, wunde Lippen)

2. Phratrie
- Biliikóoshe (Whistling Waters Clan – „Pfeifende Wasser“, so genannt, da einst ein junger Mann eine ebenfalls zu seinem Clan gehörende Frau liebte, und als sie Wasser am Fluss holen wollte, ihr nachpfiff, trotz des Gebots außerhalb des Clans zu heiraten, wurden diese ein Paar und der ganze Clan wurde nun nach dem Ereignis Whistling Waters Clan genannt)

Spitzname: Bapshíshbaashe (my brother-in-law from the past. da sie auf Grund der eigentlich nicht erlaubten Heirat innerhalb des Clans nun ja alle untereinander verwandt seien)
vormaliger Name: Akchihpawaaítche (Wealthy Gophers Clan – „Reiche Erdhörnchen“, waren für ihre Intelligenz und Sprache bekannt sowie als so großzügig, so dass sie während sie umherzogen, kleine Nahrungsstücke für die Erdhörnchen immer übrig ließen)
Spitzname: Chihpashikáake (Gopher Boys – „Erdhörnchen Jungs“)
- Ashkápkawiia (Bad War Deeds (Lodge) Clan – „Schlechte Kriegstaten“, während der Kriege gegen andere Stämme kam es zu Rivalitäten unter den Kriegergesellschaften, die sich gegenseitig aufforderten, ihre Kriegstaten aufzulisten. Jedoch zählte ein Krieger Taten auf, die nicht bewiesen werden konnten und musste auf Nachfragen zugeben, dass er sie erfunden hatte)

vormaliger Name: Ashxáhche (Hair Remaining (Lodge) Clan. so genannt, da sie angeblich achtlos bei der Bearbeitung der Tierhäute seien und daher immer wieder Klumpen von Haaren auf der Lederhaut zurückblieben)
3. Phratrie
- Xúhkaalaxche (Ties In A Bundle Clan – „Jene, die alles in einem Bündel zusammenschnüren“, wurden so genannt, da sie immer beim Verlegen des Camps immer in Eile und nicht ordentlich seien und ihren ganzen Besitz einfach in einem Bündel zusammenschnüren; manchmal auch als Ties The Bundle Clan – „Jene, die das heilige Bündel schnüren, binden“ wiedergegeben – das sacred medicine bundle enthielt Tabak, die einzige Kulturpflanze der Crow)

Spitzname: Iishiileete (Not Mixed – „Nicht vermischt“)
- Uússaawaachiia (Brings Home Game Without Shooting Clan – „Jene, die ohne Schuß Wildbret/Wildfleisch heimbringen“, so genannt, da sie als sehr intelligent galten und ihnen nachgesagt wurde, dass sie daher auch ohne Waffen Nahrung heimbringen würden)

4. Phratrie
- Ashshitchíte (Big (Lodge) Clan – „Jene mit großen Behausungen“, wurden so genannt, da sie als fleißige Leute und harte Arbeiter bekannt waren und sich daher große Behausungen errichten konnten)
- Ashhilaalíoo (Newly Made (Lodge) Clan, so genannt, da sie als letzter Clan von Old Man Coyote geschaffen wurden, sprich sie waren erst newly made)

5. Phratrie
- Ashkaámne (Blood Indian (Lodge) Clan – „Handeln wie Kainai (Blood)“; im Englischen fälschlich oft als Piegan Clan bezeichnet – jedoch sind Piegan und Blood unterschiedliche Stämme der Blackfoot; bekamen ihren Namen da sie während eines Clan-Kriegs die Biliikóoshe (Whistling Waters Clan) besiegten und auch die Ashkápkawiia (Bad Waar Deeds Clan), als diese auf Seiten der Biliikóoshe eingriffen. Daher sagten die Ashkápkawiia, dass diese so heimtückisch und verräterisch handeln würden wie die Feinde der Absarokee, die Kaámne / Kaánne (Kainai (Blood)) und bezeichneten sie fortan als Ashkaámne (Blood Indian (Lodge) Clan))

vormaliger Name: Ashbatshúa (Treacherous (Lodge) Clan – „Heimtückische, Verräterische“, wurden angeblich so genannt, da als heimtückisch und verräterische Leute galten, jedoch hätten sie Angst vor Wasser und würden daher nicht in tiefe Flüsse gehen)
- Ashpeennuushé (Filth Eaters (Lodge) Clan, Dung Eaters (Lodge) Clan – „Jene, die Schmutz essen“, „Jene, die Dung essen“; einst schlug ein eifersüchtiger Häuptling dieses Clans entgegen der Ethik der Crow seine Frau, schnitt ihr das Haar ab und zwang sie, Dung (Mist) zu essen – ihre Brüder retten sie und beendeten hierdurch die Ehe. Die beschämten Crow verstießen den Häuptling und nannten den Clan deshalb später Ashpeennuushé (Dung Eater (Lodge) Clan))

vormaliger Name: Isaashkahpaleeté (Crop Eared Domesticated Animals – „Jene, mit Lasttieren, deren Ohren durch Frost geschädigt sind“, da sie meist im kalten Wetter so lange draußen blieben, bis die Ohren ihrer Lasttiere durch Frost geschädigt sind)
Heute existieren noch folgende Clans:
Ashshitchíte (Big Lodge Clan); Ashhilaalíoo (Newly Made Lodge); Uuwatashe (Greasy Mouth); Ashíiooshe (Sore Lip Clan); Xúhkaalaxche (Ties the Bundle Clan); Biliikóoshe (Whistling Waters Clan); Ashkápkawiia (Bad War Deeds Clan); Aashkamne (Blood Clan).
Die Absarokee kannten unmittelbar vor der Reservatszeit vier Krieger-Bünde: Lumpwoods, Füchse, Schlammige Hände und Große Hunde. Früher hatte es weitere Krieger-Bünde gegeben. Die Kriegerbünde agierten als Polizei innerhalb der Camps, schlichteten Streitigkeiten und organisierten zusammen mit den Häuptlingen die Jagd und die Umzüge von einem Camp ins nächste.
Von bedeutendem Einfluss waren die Elders, die Ältesten. Ihr Rat und ihre Erfahrung hatten großes Gewicht bei den wichtigsten Entscheidungen.

### Bands bzw. regionale Stammesgruppen der Absarokee
Laut mündlicher Überlieferung stammten die Vorfahren der heutigen Absarokee und Hidatsa (den eigentl. Hidatsa, Awatixa und Awaxawi (Amahami)) ursprünglich aus dem Gebiet westlich der Great Lakes südlich des Lake Superior und westlich des Lake Michigan, die gemeinsam Mitte des 15. Jahrhunderts langsam westwärts zogen. Im Gebiet eines für viele Stämme heiligen Sees, den die Absarokee Sacred Waters („Heiligen Wasser“) oder Spirit Lake („See des Geistes“) nennen – die Europäer jedoch, da sie die Religion der Stammesvölker verachteten – bezeichneten ihn als Devils Lake – im Nordosten von North Dakota, hatten sich Anfang 1600 (nach anderer Überlieferung bereits ca. 1450) eine große Gruppe unter der Führung der Brüder Shíipdeetash (No Intestines oder No Vitals) und Chíitdeehisshish (Red Scout) in einer gemeinsam bewohnten Siedlung niedergelassen; beide Brüder empfingen unterschiedliche Visionen: Chíitdeehisshish (Red Scout) sah in seiner Vision einen Maiskolben und ihm wurde geboten, sich mit seinen Gefolge sesshaft zu werden und Mais zum Lebensunterhalt anzupflanzen, aus dieser Gruppe entstanden die einst größte Gruppe der Hidatsa, die Awatixa Hidatsa; Shíipdeetash (No Intestines oder No Vitals) wiederum sah in der Vision die heilige Tabakpflanze und ihm wurde befohlen westwärts auf die Plains und in die Berge zu ziehen, und dort diese anzupflanzen, aus dieser Gruppe entstanden die einst größte Gruppe der Absarokee, später als Mountain Crow bekannt.
Die Absarokee unterteilten sich, als alle auf den Plains sowie teilweise in den Rockies als Nomaden umherschweiften, in drei regionale Stammesgruppen oder Bands, die wiederum in mehrere Lokalgruppen (eng. local groups, subbands) unterteilt waren, die aus verwandten Bachishbilaxpáake (Großfamilien) bestanden: Die einzelnen Lokalgruppen wurden jeweils von einem als Bacheeítche („Guter Mann“) bezeichneten Häuptling geführt, der einflussreichste Häuptling der Lokalgruppen einer Band wurde als Ashbacheeítche (Chief Of The Camp – „Anführer des Camps bzw. der ganzen Band“) bezeichnet und war der politische Führer der Band – so gab es drei Ashbacheeítche unter den Absarokee (je einen für die Mountain Crow, für die River Crow sowie für die Kicked In The Bellies). Der herausragendste unter den drei Ashbacheeítche wurde zum Führer der gesamten Absarokee gewählt und Ashakée / Ashakeé (Owner Of The Lodges, Owner Of The Camp – „Eigner oder Bewahrer der Tipis/des Camps“) genannt – er repräsentierte als Ashkootáawacheeitche („Head Chief“ -  Oberhäuptling) die Nation nach außen und symbolisierte gegenüber den einzelnen Stammesangehörigen nach innen auch die Einheit der einzelnen Bands.
Neben dem (Friedens-)Häuptling gab es auch führende Männer für spezielle Aufgaben bzw. Gelegenheiten, wie z. B. den Íipche Akeé (Kriegshäuptling), der die Akdúxxiilee (Krieger) als militärischer Kommandant persönlich in den Krieg führte bzw. beim Angriff das Lager/den Stamm verteidigte oder den Cheétisaahkaa („Scout Chief“, wörtlich: „erfahren wie ein alter Wolf“ - „Anführer der Scouts“), der für die Cheétdaake (wörtlich: „Wolfskinder, d. h. Scouts bzw. Kundschafter“) verantwortlich war (sowohl deren Führung als auch Training). Dem Kriegshäuptling beratend beiseite standen die einzelnen Akdúxxiiikuchke (wörtlich: „Planer der Kriegsparty/des Kriegszugs, d. h. Kriegsführer“), die im Gefecht ihre Kriegstrupps separat führten und manchmal autonom kriegerische Unternehmen (meist als kleine Stoßtrupps) gegen feindliche Stämme unternahmen. Zudem wurden die Entscheidungen des Häuptlings oder Kriegshäuptlings durch den Ashappéeliliia bzw. Akashappéeliliia („Lager-Ausrufer“) den Stammesmitgliedern verkündet, eine wichtige soziale und religiöse Funktion hatten auch der Bacheewaalátchiia („Perfekter Mann, d. h. Heiliger Mann“) sowie der Akbaahawassée („Heiler oder Geistheiler“).
- Ashalaho („Viele Behausungen“) oder Ashkúale („das Hauptlager“ oder „das größte, wichtigste Lager“) genannt, da sie die größte Stammesgruppe waren; auch Awaxaawaxammilaxpáake („Berg-Volk“) genannt, daher heute meist als Mountain Crow bekannt. Laut Überlieferung spalteten sie sich von den Awatixa Hidatsa ab und wanderten unter der Führung des Häuptlings Shíipdeetash (No Intestines oder No Vitals) mit der einzigen Kulturpflanze der Absarokee, dem Tabak, als erste der Absarokee westwärts.(McCleary 1997: 2–3), (Bowers 1992: 21). Sie lebten in den Rocky Mountains und deren Vorgebirge im Grenzgebiet von Wyoming und Montana entlang des Oberen Yellowstone Rivers, in den Big Horn und Absaroka Mountains (auch Absalaga Mountains) mit den Black Hills am östlichen Rand ihres Territoriums.
- Binnéessiippeele („Jene, die entlang der Flussufer leben“), daher heute meist als River Crow bekannt; auch unter ihrem Spitznamen Ashshipíte („schwarz (von Rauch) gefärbte Tipis“) bekannt. Waren auch als Peelatchiwilaxpáake („Fluss Volk“) bekannt. Trennten sich Mitte des 17. Jh. unter der Führung des Häuptlings Daxpitchée Daasítchileetash (Bear Whose Heart Is Never Good oder Bad Heart Bear) von den eigentl. Hidatsa (einer weiteren Gruppe der Hidatsa) aufgrund eines Streits über einen Bisonmagen, so dass die Hidatsa alle Absarokee als Gixáa-iccá oder Kixa'ica („Jene, die wegen einer Kleinigkeit schmollen bzw. sich stritten“) bezeichneten.(Bowers 1992: 23; Lowie 1993: 272–275). Sie lebten entlang des Yellowstone River, Musselshell River südlich des Missouri River sowie in den Flusstälern des Big Horn, Powder and Wind River (früher Powder River Country genannt), manchmal nordwärts bis zum Milk River.[24]
- Ammitaalasshé (Home Away From The Center, also von den Ashkúale – Mountain Crow entfernt), spalteten sich von den Ashkúale (Mountain Crow) ab (Lowie 1912: 183–184), später meist unter ihrem Spitznamen Eelalapito („In ihre Bäuche getreten“) oder im Englischen als Kicked In The Bellies bekannt.[25]Sie beanspruchten das Gebiet des sog. Bighorn Basin, von den Bighorn Mountains im Osten bis zur Absaroka Mountains im Westen und bis zur Wind River Range im Süden im Norden und der Mitte Wyomings. Manchmal siedelten sie in den Owl Creek Mountains und Bridger Mountains sowie entlang des Sweetwater River im Süden.

Die mündliche Überlieferung der Absarokee berichtet noch von einer vierten Band, den Bilapiluutche (Beaver Dries its Fur), die wahrscheinlich Mitte des 18. Jahrhunderts im Stamm der Kiowa aufging.

## Kultur während der Reservatszeit
Mit der Errichtung der Crow-Agentur im Jahre 1883 endete die Selbstbestimmung der Absarokee. Es wurde ihnen zum Beispiel verboten, Kriegstänze und Sonnentänze abzuhalten. Die Jagd innerhalb des Reservats bedurfte einer speziellen Erlaubnis. Eine Indianer-Polizei musste Sünder vor ein neu geschaffenes Gericht bringen. In der frühen Reservatszeit brachen junge Männer des Öfteren aus und überfielen insbesondere die Piegan.
Bis 1907 errichteten die römisch-katholische Kirche und die baptistische Kirche verschiedene Missionsschulen in dem Reservat. Die Missionen wollten die Absarokee so rasch als möglich in die Kultur der Weißen integrieren und die indianische Kultur vernichten. Dazu betrieben sie Internate, in die alle Kinder ab fünf Jahren gehen mussten. Die Internate wurden 1929 abgeschafft.
Die bedeutendsten Änderungen betrafen die Technologie. Die Frauen waren davon weniger betroffen als die Männer; ihre Fertigkeiten der Nahrungszubereitung, der Herstellung von Kleidern und weiterer Handwerke blieben weitestgehend erhalten. Die soziale Organisation und religiöse Praktiken änderten sich ebenfalls nur zögerlich. Der Tabak-Bund beispielsweise spielt nach wie vor eine zentrale Rolle im Leben der Absarokee. Sie übernahmen nicht nur vermehrt kulturelle Elemente der Weißen, sondern auch von anderen Indianerstämmen, so 1910 den Peyote-Kult von den Nördlichen Cheyenne und 1910 den Sonnentanz der Östlichen Shoshone. Hingegen wurden sie nur am Rande von der Geistertanz-Bewegung erfasst.
In den frühen Jahren des 20. Jahrhunderts gaben sie formal die Matrilinearität auf und übernahmen stattdessen englische Nachnamen.
Die kriegerische Tradition setzten viele Absarokee in der aktiven Teilnahme des Ersten und Zweiten Weltkrieges sowie in den Kriegen in Korea und Vietnam fort.
Seit 1970 werden die kulturellen Regeln der Absarokee immer mehr verwässert. Die Clan-Exogamie (Außenheirat) wird nicht mehr strikt eingehalten; der rege Geschenkaustausch bei Hochzeiten hält aber noch immer an. Der traditionelle Glaube war trotz der intensiven christlichen Missionierung nicht gänzlich zerstört worden. Um 1980 waren 40 bis 50 Prozent der Absarokee Mitglieder der Native American Church. 1980 errichteten die Absarokee mit Hilfe der Montana State University in Bozeman ein eigenes College, das Little Big Horn College. Wesentlich dabei ist der zweisprachige Unterricht in Absarokee und Englisch.

## Gegenwärtige Situation
Besonders in den 1930er Jahren zogen viele Absarokee in die Städte. 1990 lebte noch ein Drittel in dem Crow-Reservat bei der Stadt Billings im US-Bundesstaat Montana, wovon die meisten Pferde- und Viehzucht betrieben und einige vom Ackerbau lebten. Das Reservat umfasst 9235 km² (1998), etwa 50 Prozent werden parzelliert von Absarokee und 20 Prozent gemeinschaftlich vom Stamm verwaltet. 30 Prozent gehören dem Bundesstaat Montana oder weißen Grundeigentümern. Das meiste Land wird landwirtschaftlich genutzt; im Gegensatz zu den meisten Indianer-Stämmen konnten die Absarokee auch fruchtbares Land behalten. Das vom Stamm verwaltete Land war 1997 an 765 weiße und 74 Absarokee-Farmer verpachtet.
Heute leben 7.900 von den ca. 11.000 eingeschriebenen Stammesmitgliedern des Crow (Apsáalooke) Tribe of Indians im Reservat, von denen wiederum etwa 85 Prozent die Crow-Sprache als Muttersprache sowie Englisch als Zweitsprache nutzen.
Das Clansystem ist recht gut erhalten; viele Absarokee orientieren sich nach wie vor am traditionellen Verwandtschaftsmuster. Die erweiterte Familie nimmt einen wichtigen Stellenwert ein. Auch weitere kulturelle Elemente wie der Sonnentanz, der Tabak-Bund oder traditionelle Tänze werden gepflegt und konnten wieder an Bedeutung zulegen. Neue Elemente wie Basketball, Rodeo, Powwows und neue Tänze kamen hinzu.
Obwohl die Absarokee innerhalb des Reservats in den Genuss kostenloser Gesundheitsversorgung kommen, ist die gesundheitliche Lage verglichen mit der Situation in den ganzen USA schlecht. Viele Absarokee leiden an Diabetes oder Krebs. Joseph Medicine Crow, Doktor der Anthropologie und ehemaliger Häuptling der Absarokee, schätzte die Lebenserwartung innerhalb des Reservats auf 50 Jahre.

## Bedeutung
Die Absarokee gehörten im 19. Jahrhundert nach den Lakota und den Blackfoot zu den bedeutendsten Indianerstämmen der nordwestlichen Plains. Sie hielten sich strikt an den 1825 mit den Weißen geschlossenen Freundschaftsvertrag und unterstützten sie, meist als Späher, auch im Kampf gegen die übrigen Plains-Stämme (so auch bei der berühmtesten Schlacht der Indianerkriege am Little Big Horn). Die meisten Plains-Stämme betrachten die Absarokee deshalb noch heute als Verräter.
Nach den Absarokee wurde ein Dorf im US-Bundesstaat Montana benannt, siehe Absarokee (Montana). In der Form Absaraka existiert ein Dorf in North Dakota, und Absaroka heißt ein Gebirgszug und ein Wald im Yellowstone-Nationalpark.

## Häuptlinge sowie berühmte Persönlichkeiten der Apsáalooke (Crow)

### Mountain Crow (Awaxaawaxammilaxpáake)
- Itchuuwaaóoshbishish (Red Plume (Feather) At The Temple, besser bekannt als Is-she-u-huts-ki-tu / E-she-huns-ka oder Long Hair) (* ca. 1750; † 1836) (Ashbacheeítche d. h. Oberster Häuptling (sowie Schamane) der Mountain Crow während des Pelzhandels, unterzeichnete zusammen mit 15 weiteren Häuptlingen der Mountain Crow am 4. August 1825 im Mandan Village den sog. Freundschaftsvertrag (Treaty of Friendship) mit der US-Regierung; nach seinem Tod wurde sein extrem langes Haar – angeblich über 7,5 m lang – abgeschnitten und von Stammesführern aufbewahrt, heute wird das Haar vom Chief Plenty Coups State Park in Pryor, Montana, bewahrt.)
- Daxpitcheehísshish (Red Bear) (* ca. 1807; † 1860er) (Bacheeítche d. h. Häuptling einer Lokalgruppe der Mountain Crow, war ein bekannter und gefürchteter Krieger sowie Führer während der 1840er und 1850ern.)
- Déaxitchish / Déahĭtsĭśh (besser bekannt als Pretty Eagle) (* 1846; † 1905) (bedeutender Kriegshäuptling und Diplomat, zeichnete sich besonders in Kriegszügen gegen Lakota und Pawnee aus, begleitete mehrmals andere bedeutende Häuptlinge nach Washington, um die Rechte der Crow und deren zugesagte Reservation zu bewahren, wurde seitens der US-Regierung im Jahr 1890 als Oberhäuptling neben dem eigentlichen und traditionell gewählten Ashakée d. h. Oberhäuptling Plenty Coups anerkannt.)
- Alaxchiiaahush / Alaxchíia Ahú (Many War Achievements, im Englischen daher als Plenty Coups – „Viele Coups“ bekannt), auch bekannt als Chíilaphuchissaaleesh (Buffalo Bull Facing The Wind) (* ca. 1848; † 1932) (wurde auf Grund seiner großen Kriegstaten gegen die feindlichen Lakota, Cheyenne, Arapaho und Blackfoot bereits 1876 (dem Jahr der Schlacht am Little Big Horn) mit 28 Jahren zum Ashbacheeítche, d. h. Obersten Häuptling der Mountain Crow gewählt, war ein großer Visionär, Diplomat und letzter traditionell gewählter Ashakée, d. h. Oberhäuptling aller drei Stammesgruppen, vermittelte Frieden zwischen den Shoshone und Crow und bot den USA im Krieg gegen ihre traditionellen Feinde die Unterstützung von Crow-Scouts an)

### River Crow (Binnéessiippeele)
- Daxpitchée Daasítchileetash (Bear Whose Heart Is Never Good oder Bad Heart Bear) (führte lt. Überlieferung Mitte des 17. Jahrhunderts auf Grund eines Streites über einen Bisonmagen mit den eigentl. Hidatsa eine weitere große Stammesgruppe nach Westen, um sich den bereits hier siedelnden Awaxaawaxammilaxpáake / Mountain Crow Band anzuschließen. Seine Stammesgruppe entwickelte sich zu der historischen Binnéessiippeele / River Crow Band.)
- Eelápuash / Arapoosh (im Englischen auch bekannt als Rotten Belly oder Sore Belly) (* 1795; † 1834) (Ashbacheeítche d. h. Oberster Häuptling der River Crow und Gegenspieler von Itchuuwaaóoshbishish, weigerte sich, den Freundschaftsvertrag von 1825 ebenfalls zu unterzeichnen, da die River Crow glaubten dessen Bestimmungen nicht zustimmen zu können, ohne ihre Souveränität als Stamm aufzugeben. 1834 belagerten daher die River Crow unter seiner Führung das Fort McKenzie am Missouri River, wurden jedoch von feindlichen Blackfoot-Kriegern vertrieben, wobei auch Eelápuash / Arapoosh getötet wurde.)
- Chíischipaaliash (Twines His (Horse’s) Tail oder Rotten Tail) (* ca. 1800; † 1867) (Ashbacheeítche d. h. Oberster Häuptling der River Crow in den 1840er; später Ashakée d. h. Oberhäuptling aller drei Stammesgruppen während der 1850er und 1860er; zudem ein bedeutender Schamane und ein hervorragender Kriegshäuptling (pipe carrier).)
- Itchúua Chíash (White Temple) oder Uuwatchiilapish (Iron Bull) (* ca. 1820; † 1886) (bedeutender Krieger und nach Chíischipaaliash der ranghöchste Bacheeítche d. h. Häuptling innerhalb der River Crow)
- Issaatxalúash (Two Leggings) oder Apitisée (Big (Whooping) Crane) (* ca. Mitte der 1840er; † 1923) (bedeutender und bekannter Bacheeítche d. h. Häuptling einer Lokalgruppe der River Crow sowie Kriegshäuptling (pipe carrier), führte sein Volk auch in den ersten Jahren der Reservationszeit.)

### Kicked In The Bellies (Eelalapito)
- Peelatchiwaaxpáash (Medicine Crow (Raven)) (ein bedeutender und bekannter Bacheeítche d. h. Häuptling einer Lokalgruppe der Kicked In The Bellies sowie Kriegshäuptling (pipe carrier) und später Häuptling während der ersten Reservationszeit.)

### Warrior Women / weibliche Häuptlinge
- Bíawacheeitchish (Woman Chief – „weiblicher Häuptling“) oder Barcheeampe (Pine Leaf – „Kiefernblatt“) (* ca. 1790; † 1854) (wurde als zehnjähriges Gros Ventre-Mädchen von feindlichen Crow geraubt und wurde in der Familie ihres Räubers als Tochter aufgezogen, jedoch zeigte sie mehr Interesse an Unternehmungen als Jäger und Krieger, wurde eine bekannte Pferdezüchterin, Pferderäuberin, gute Bogenschützin, Jägerin sowie berühmte Kriegerin. Einst wurden nahe einer Handelsstation die Crow von feindlichen Blackfoot überfallen und einige ihrer Krieger getötet, so dass die übrigen Crow sich in die Station flüchteten; nur sie wagte sich aus der Station zu Verhandlungen mit den Blackfoot heraus, wurde jedoch sogleich von fünf Kriegern angegriffen. Als sie im Kampf hierauf einen tötete und zwei verwundete, flohen die übrigen Blackfoot. Ab diesem Tag wurde sie Bíawacheeitchish (Woman Chief) genannt. Wurde einer der drei einflussreichsten Häuptlinge im Rat innerhalb ihrer Band und ein berühmter Kriegshäuptling – unternahm viele erfolgreiche Kriegszüge gegen Blackfoot, Gros Ventre sowie Lakota. Sie kleidete sich als Mann, wenn sie in den Krieg zog und heiratete mindestens vier Frauen.)
- Akkeekaahuush (Comes Toward The Near Bank) (ca. 1810–1880) (sie und ihr Mann, Knife, waren unter ihren Feinden berüchtigte Anführer von Kriegstrupps. Einst wurde sie im Kampf durch Piegan-Blackfoot gefangen genommen, konnte jedoch später fliehen)
- Biliíche Héeleelash (Among The Willows) (1837–1912) (eine berühmte Anführerin verschiedener Kriegstrupps gegen feindliche Lakota, die von Osten immer weiter ins Crow-Land vordrangen, war bekannt dafür – im Gegensatz zu Bíawacheeitchish (Woman Chief) – stets besonders aufwendige Frauenkleider zu tragen, wenn sie in den Krieg zog. Sie gehörte zu den Kriegshäuptlingen (pipe carriers), die in der legendären Battle of Rainy Buttes von 1858 / 1859 (unter den Lakota als Schlacht in der Sitting Bull’s Vater getötet wurde bekannt) mit ca. 50 Kriegern ein Lager der Hunkpapa unter Jumping Bull (Sitting Bulls Vater) angriffen, jedoch durch den Hunkpapa zu Hilfe eilenden Sans Arc und Miniconjou zurückgeschlagen wurden.)